# Franz Xaver Gebel
Franz Xaver Gebel (* 1787 in Fürstenau bei Breslau; begraben 21. Apriljul. / 3. Mai 1843greg. in Moskau) war ein deutscher Komponist, Pianist und Dirigent.

## Leben
Franz Xaver Gebel wurde in Wien von Abbé Vogler und Johann Georg Albrechtsberger ausgebildet. Hier war er seit 1810 Kapellmeister am Leopoldstädtischen Theater. Es folgten Anstellungen in Pest und Lemberg. 1817 ging er nach Moskau, wo er als Musiklehrer, Veranstalter von Kammermusik-Konzerten, Pianist und Komponist sehr erfolgreich tätig war. Zu seinen Schülern zählen Nikolai Rubinstein, Feofil Tolstoi (1809–1881), Nikolai Mel’gunov und Alexander Villoing.

## Bedeutung
Das Gesamtwerk von Franz Xaver Gebel ist nur ansatzweise erforscht und die Quellenlage recht unklar. Er spielte im Moskauer Musikleben der 1830er Jahre eine bedeutende Rolle, da er ein hervorragender Kenner der Wiener Klassik, vor allem der Werke Beethovens, war. Seine Kammermusikabende zogen ein breites Publikum an. 1834 lernte ihn Michail Glinka kennen und lobte die perfekte Aufführung von Gebels Streichquartetten und Streichquintetten. Die Faktur der Quintette beweist melodische Begabung, gediegenes handwerkliches Können, sichere Behandlung der Instrumente und eine gewisse Vorliebe für das Violoncello, für das Franz Xaver Gebel ausdrucksvolle Kantilenen schrieb.

## Werke

### Vokalmusik
- Messe
- Garmonija mirov (Harmonie der Welten), (Nikolai Ogarjow)
- Lieder (auf deutsche Texte)
- Bearbeitungen russischer Volkslieder

### Bühnenwerke
- Aschenschlägel (Joachim Perinet), große travestierte Oper 3 Akte (Wien, 1812)
- Rinaldo und Camilla oder Die Zauberinsel, große komische Oper 3 Akte (Wien, 1812)
- Diamantino, der Ritter im Zauberlande oder Der Schutzgeist (Joachim Perinet), Zauberoper 4 Akte (Wien, 1813)
- Die travestirte Palmyra (Joachim Perinet), große Karikaturoper 2 Akte (Wien, 1813)
- Almasine Prinzessin von Tibet, heroische Oper 3 Akte (Lemberg, 1816)
- Kolumb (Columbus), Oper (um 1843), unvollendet

### Instrumentalmusik
- Orchesterwerke
  - Fantaisie et rondeau, für Pianoforte und Orchester (Bonn, ohne Jahr)
  - Ouvertüren
  - 4 Symphonien (sämtlich verschollen)

- Kammermusik
  - Grande Sonate, für Violoncello und Klavier (Wien, 1811)
  - 7 Quintette für 2 Violinen, Viola und 2 Violoncello, op. 20-26 (Moskau, ohne Jahr)
  - Doppelquintett für 4 Violinen, 2 Viola und 4 Violoncello, op. 28 (Leipzig/New York, ohne Jahr)
  - 2 Suiten für 6 Instrumente
  - Trio für Violine, Violoncello und Klavier (ohne Ort, ohne Jahr)
  - Kompositionen für Gitarre Flöte
  - Streichquartette, mindestens 3
- Klaviermusik
  - 3 Sonatines faciles, op. 5 (Mainz, ohne Jahr)
  - Prélude C-Dur (Leipzig, ohne Jahr)
  - Fantaisie et variations C-Dur, op. 16 (Leipzig, ohne Jahr)
  - Variations sentimentales für Klavier vierhändig (Leipzig, ohne Jahr)

### Schriften
- Handreichung zur musikalischen Komposition oder Theoretisch-praktische Generalbaßschule (Rukovodstvo sočineniju muzyki ili Teoretiko-praktičeskaja general-bassovaja škola), geschrieben in deutscher Sprache, russisch von P. Artëmov (Moskau, 1842)